# زغبة كريستية
زغبة كريستية (الاسم العلمي: Graphiurus christyi) (بالإنجليزية: Christy’s African Dormouse)‏ هو نوع من الثدييات يتبع جنس الزغبة الأفريقية من فصيلة الزغبات.